# Ceuthotheca cryptocarpa
Ceuthotheca cryptocarpa är en bladmossart som beskrevs av Jette Lewinsky 1994. Ceuthotheca cryptocarpa ingår i släktet Ceuthotheca och familjen Orthotrichaceae. Inga underarter finns listade i Catalogue of Life.